# Enrico Atzeni
Enrico Atzeni (Cagliari, 18 dicembre 1927 – 23 dicembre 2023) è stato un archeologo italiano.

## Biografia
Dopo aver insegnato al Liceo Artistico Statale Foiso Fois di Cagliari divenne professore ordinario di paleontologia alla Facoltà di Lettere e Filosofia dell'Università degli Studi di Cagliari, dove succedette a Giovanni Lilliu assumendo poi la direzione del Dipartimento di Scienze Archeologiche e Storico-Artistiche e della Scuola di Specializzazione in Studi Sardi.
Membro della Société préhistorique française e dell'Istituto Italiano di Preistoria e Protostoria, era considerato un archeologo di grande fama per i contributi allo studio, alla divulgazione, alla ricerca e alla valorizzazione della civiltà protosarda.
Intraprese numerosi scavi archeologici che permisero il ritrovamento di vestigia, necropoli e siti megalitici della protostoria sarda fino ad allora sconosciute.
Fu autore di circa una cinquantina di monografie, saggi e libri sulla preistoria e archeologia della Sardegna, pubblicati come monografie accademiche dalle librerie universitarie o da primarie case editrici quali Scheiwiller, Garzanti, Mondadori (Electa) e tradotti in numerose lingue. Per l'Enciclopedia Treccani scrisse la voce sulla cultura di Arzachena del periodo neolitico.

## Opere principali
- Stazioni all'aperto e officine litiche nel Campidano di Cagliari, in Studi sardi, vol. XIV-XV (1955-1957), parte I, Sassari, Gallizzi, 1958,  pp. 67-128, ISSN 2037-4232 (WC · ACNP).
- La dea madre nelle culture prenuragiche, Gallizzi, Sassari, 1978
- Menhirs antropomorfi e statue-menhirs della Sardegna, Tipografia Moderna, La Spezia, 1980
- Tombe eneolitiche nel cagliaritano, STEF, Cagliari, 1985
- La preistoria del Sulcis Iglesiente, STEF, Cagliari 1987
- Cagliari preistorica, CUEC, Cagliari 2003
- La preistoria del Golfo di Cagliari, Edizioni AV, Cagliari 2007[13]
- Laconi. Il museo delle statue-menhir, Sassari, Carlo Delfino editore, 2004, ISBN 88-7138-315-X.
- Ricerche preistoriche in Sardegna, Edizioni AV, 2005
- La scoperta delle statue-menhir. Trent'anni di ricerche archeologiche nel territorio di Laconi, CUEC, Cagliari, 2004
- Il nuraghe Cuccurada di Mogoro (con Sandra Carta, Riccardo Cicilloni, Giuseppina Ragucci, Emerenziana Usai), Carlo Delfino Editore, Sassari 2015.
- Aspetti e sviluppi culturali del neolitico e della prima età dei metalli in Sardegna in Ichnussa - La Sardegna dalle origini all'età classica, introduzione di Giovanni Pugliese Carratelli, Milano, Garzanti, Scheiwiller, 1993.[14]
- The cave of San Bartolomeo, Sardinia in "Antiquity", Vol. 36, N. 143, Settembre 1962, pp. 184-189,
- L'abri sous roche D du village prehistorique de Filitosa (Sollacaro-Corse) / Issoudun : Imprimerie Laboureur et Cie, 1966
- La civilta nuragica, Milano, Electa, 1990
- Obsidian Hydration Dating in Sardinia / with Joseph W. Michels . Ann Arbor : The University of Michigan Press, 1984
- La Cueva de San Bartolomeo (Cerdena) / Palma de Mallorca, 1964